# Mitrovica (Kosovo)
Mitrovica (en albanés: Mitrovicë, en serbio: Митровица / Mitrovica) o Kosovska Mitrovica (en cirílico serbio: Косовска Митровица) es una ciudad y un municipio del norte de Kosovo. Desde el fin de la guerra de Kosovo en 1999, se encuentra dividida entre la mayoría albanesa de la parte sur y la parte serbia del norte, llamada Mitrovica Norte.

## Historia
La ciudad se desarrolló a partir de la iglesia de San Demetrio. Aparece mencionada por primera vez en el siglo XV. Parte del Imperio otomano, hasta su toma por el Reino de Serbia en octubre de 1912. Era también conocida en el pasado como Titova Mitrovica o Mitrovica e Titos, cuando, tras la muerte de Tito, cada una de las partes integrantes de Yugoslavia debía tener una ciudad con el nombre de Tito en su topónimo.

## Patrimonio
- Basílica de San Pedro (Mitrovica)